# Direito e moral
A questão sobre o problema do direito e da moral transcende ao objeto da própria ciência jurídica, para configurar-se numa questão própria do saber filosófico, notadamente, uma questão relacionada a justificação do direito e a busca por seu fundamento. A justiça, nesse sentido, seria entendida como um princípio e o problema da moral do direito. É reconhecida uma similaridade entre normas jurídicas e normais morais, ambas prescrevem determinada ação ou abstenção (caráter prescritivo), vinculam obrigações e estabelecem obrigações de forma objetiva .
A mais famosa diferenciação entre normas jurídicas e normais morais é que as normais jurídicas dizem respeito a externalização de uma conduta de um sujeito, enquanto os preceitos morais dizem respeito ao aspecto subjetivo do comportamento do indivíduo, ou seja, aquilo que ele pensa . Por exemplo, estabelece-se que ninguém pode, no âmbito do direito penal, ser punido por aquilo que pensa (crimes de pensamento), enquanto, do ponto de vista moral, o sujeito poderá ser socialmente sancionado, por violar um norma de caráter moral, ainda que sem consequências de caráter jurídico.
Uma segunda diferença diz respeito a instância que qualifica (reconhece) o comportamento do indivíduo, ao conceber-se que a moralidade de uma ação está no pensamento (subjetividade) daquele que a pratica, enquanto no Direito, o comportamento terá caráter objetivo, ou seja, será qualificado por uma autoridade exterior ao indivíduo . Por exemplo, quando certa pessoa prática um crime, violando uma norma jurídica, seu comportamento será considerado, processado e, eventualmente, punido pelo Poder Judiciário. 
Uma terceira diferença entre o Direito e a Moral se dá pelo fato de que as normas jurídicas, para existir, precisam passar por deliberação e promulgação, através da lei e do Estado. As normas morais, todavia, não precisam passar pois procedimentos de tal natureza  .

## Leituras Complementares
COMPARATO, Fábio Konder. Ética: direito, moral e religião no mundo moderno. 3. ed. rev. pelo autor. São Paulo: Companhia das Letras, 2016
GOYARD-FABRE, Simone. Os fundamentos da ordem jurídica. 1. ed. São Paulo: Martins Fontes, 2002.
KANT, Immanuel. Fundamentação metafísica dos costumes. Lisboa: Edições 70, 1997.
PERELMAN, Chaim. Ética e Direito. São Paulo: Martins Fontes, 1996.
RAWLS, John. Uma teoria da justiça. 2. ed. São Paulo: Martins Fontes, 2002. 
REALE, Miguel.  Filosofia do direito. 12. ed. São Paulo: Saraiva, 1987. 
REALE, Miguel. Teoria Tridimensional do Direito. 3. ed. rev. e atual. São Paulo: Saraiva, 1980.
NADER, Paulo. Filosofia do direito. 24. Rio de Janeiro Forense 2017 